# Stazione di Reggio Calabria Pentimele
La stazione di Reggio Calabria Pentimele è una fermata ferroviaria posta sulla ferrovia Tirrenica Meridionale, a servizio dell'omonimo quartiere cittadino e dell'impianto sportivo PalaCalafiore.

## Storia
I propositi per realizzare una stazione a servizio del quartiere Pentimele risalgono al 2009, quando la provincia di Reggio Calabria presentò il progetto definitivo per la realizzazione di sei nuove fermate nell'area metropolitana di Reggio Calabria. I lavori vennero quindi avviati nel 2015 e la fermata fu infine attivata il 12 giugno 2016.

## Strutture e impianti
La stazione dispone di 2 binari per il servizio viaggiatori. Le due banchine laterali, dotate di pensiline in acciaio, sono collegate al livello stradale e tra di loro da un sottopassaggio pedonale munito di rampe, inoltre sono presenti 16 altoparlanti e 2 monitor per fornire informazioni ai passeggeri.

## Movimento
La stazione è servita dai treni del servizio ferroviario suburbano di Reggio Calabria.

## Galleria d'immagini

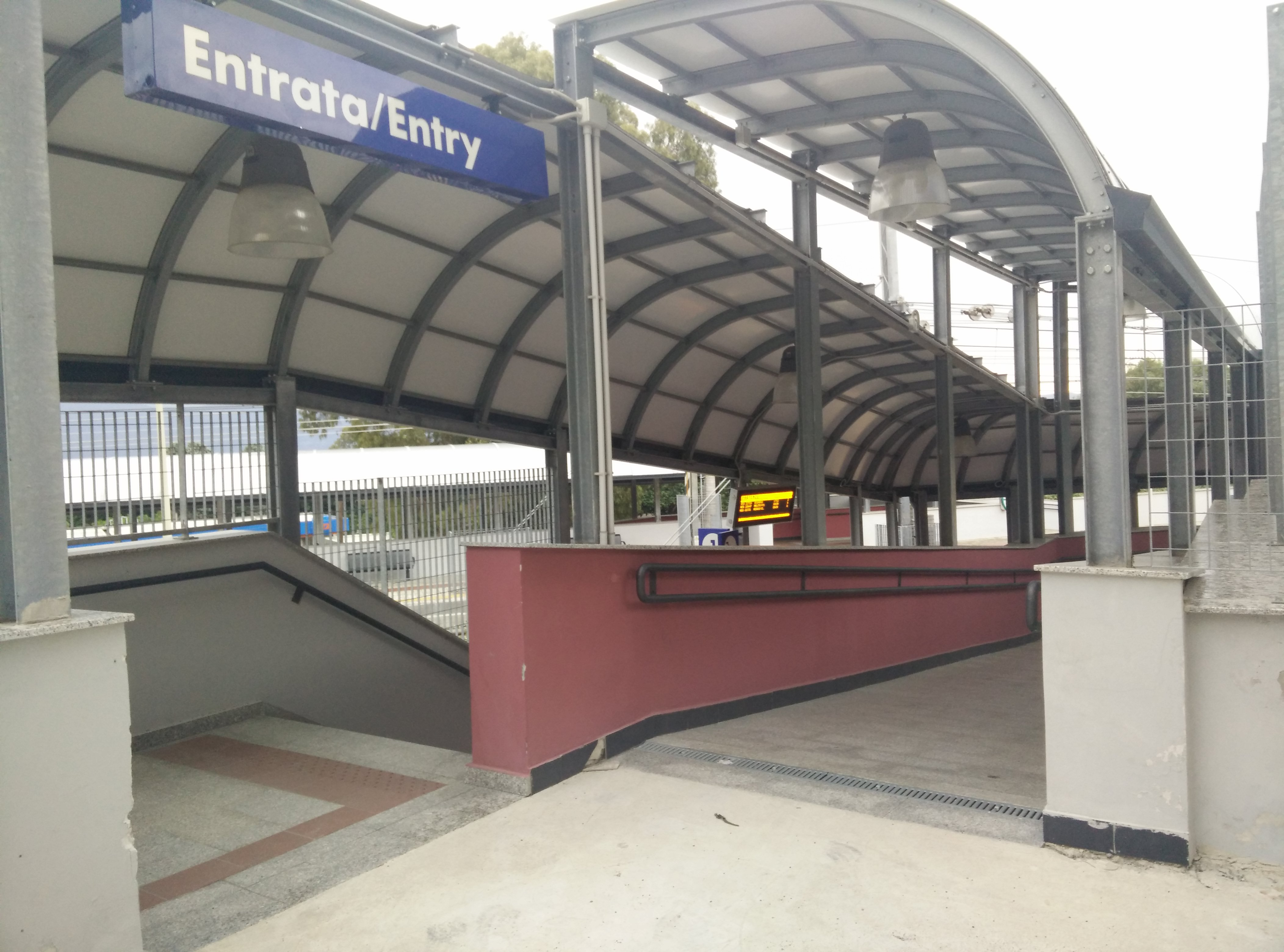
Entrata da Via Torbido Vecchia
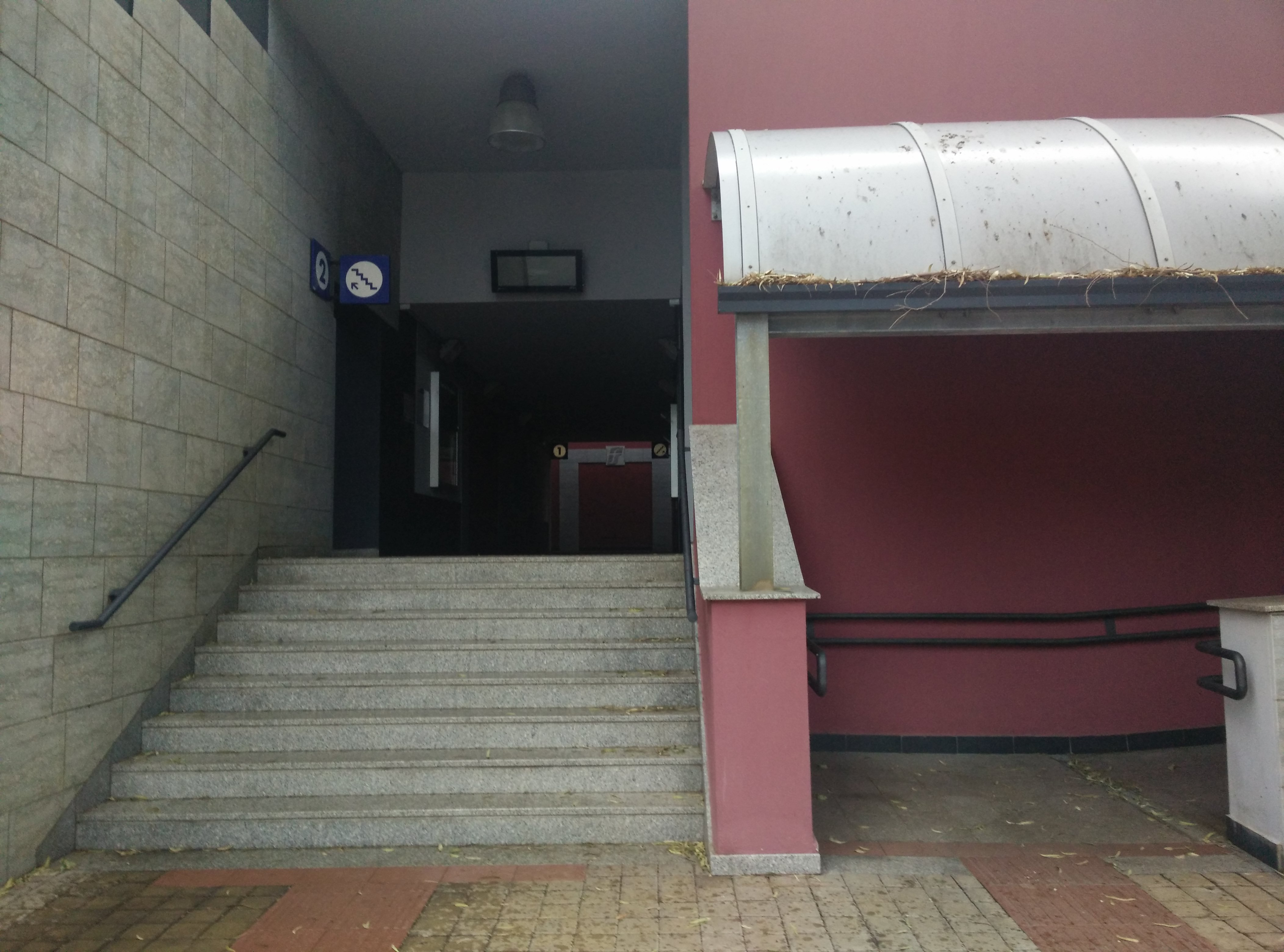
Entrata da Via Vecchia Provinciale
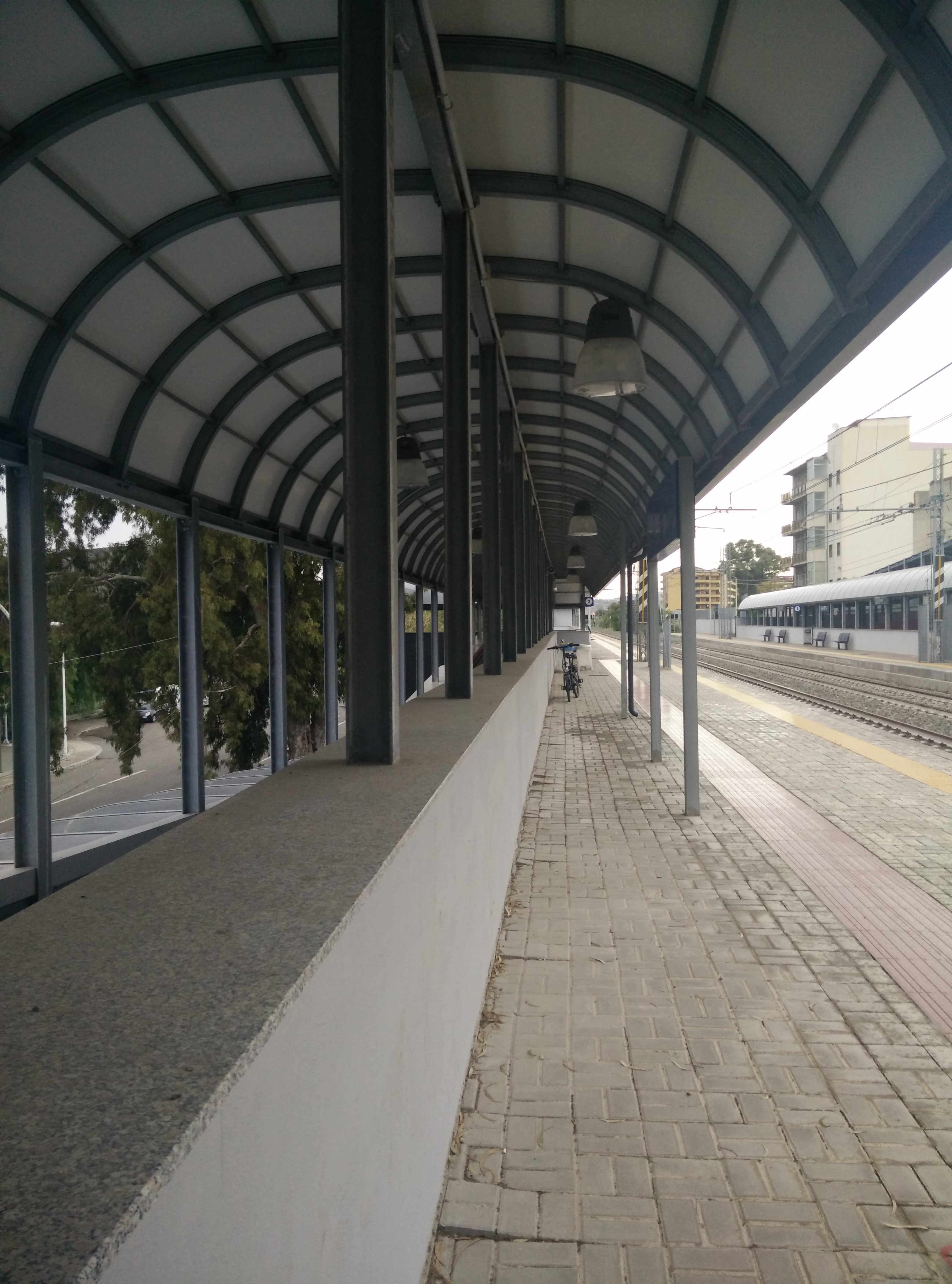
Pensilina del binario 2

## Interscambi
- Fermata autobus